# Richard Pipes
Richard Pipes (Cieszyn, voivodato de Silesia; 11 de julio de 1923-Cambridge, Massachusetts; 17 de mayo de 2018) fue un historiador, escritor y profesor universitario polaco nacionalizado estadounidense, autor de varias obras sobre la Revolución rusa y la Rusia soviética.

## Biografía
Nacido en la localidad polaca de Cieszyn el 11 de julio de 1923, fue director del Russian Research Center de la Universidad de Harvard y miembro del Consejo de Seguridad Nacional de Ronald Reagan. Falleció el 17 de mayo de 2018 en la ciudad estadounidense de Cambridge (Massachusetts). Es padre del también historiador Daniel Pipes, nacido en 1949.

## Obra
Publicó diversos trabajos sobre la historia de Rusia. Algunos autores alaban sus métodos de trabajo y uso de las fuentes; el historiador Peter Kenez ha apuntado una «oposición al bolchevismo» por parte de Pipes, hasta el punto de sugerir Alexander Rabinowitch la existencia de «una cruzada para demonizar a Lenin» en la obra del historiador polacoestadounidense. Ha sido adscrito a una posición «conservadora» o «neoconservadora».
Fue autor de obras como The Formation of the Soviet Union: Communism and Nationalism, 1917–1923 (Harvard University Press, 1954), Social Democracy and the St. Petersburg Labor Movement, 1885-1897 (Harvard University Press, 1963), Struve, Liberal on the Left, 1870-1905 (Harvard University Press, 1970), Russia under the Old Regime (Charles Scribner's Sons, 1974), Soviet Strategy in Europe (Crane, Russak & Company, 1976), Struve: Liberal on the Right, 1905-1944 (Harvard University Press, 1980), Survival Is Not Enough: Soviet Realities and America's Future (1984), Russia Observed: Collected Essays on Russian and Soviet History (Westview Press, 1989), The Russian Revolution (1990), Communism: The Vanished Specter (1994), A Concise History of the Russian Revolution (1995), Three "Whys" of the Russian Revolution (1997), Vixi: Memoirs of a Non-Belonger (2004), The Degaev Affair: Terror and Treason in Tsarist Russia (2003), o Russian Conservatism and Its Critics (2006), entre otras. También ha sido editor de The Unknown Lenin: From the Secret Archives (Yale University Press, 1996).